# Saison 1939-1940 de l'IAHL
Saison précédente Saison suivante
La saison 1939-1940 est la quatrième saison de la Ligue américaine de hockey qui porte toujours le nom de International-American Hockey League. La ligue voit l'arrivée des Capitals d'Indianapolis comme neuvième équipe et à l'issue de la saison régulière. Ils gagnent la division Ouest alors que les Reds de Providence dominent celle de l'Est puis remportent la finale de la Coupe Calder en battant les Hornets de Pittsburgh trois matchs à zéro.

## Contexte et saison régulière
Les Capitals d'Indianapolis font leur entrée dans la ligue et, comme les Bears de Hershey la saison précédente, ils rejoignent la division de l'Ouest qui compte désormais cinq équipes. Les quatre équipes de la division Est jouent chacune cinquante-quatre matchs pendant que celles de la division Ouest en jouent cinquante-six.
À la fin de la saison régulière, les Capitals finissent en tête de la division de l'Ouest avec soixante-deux points, soit cinq de plus que les Bears de Hershey. Les Hornets de Pittsburgh remportent la dernière place qualificative pour les séries éliminatoires de la division. Les Capitals remportent par la même occasion le trophée F.-G.-« Teddy »-Oke de champions de l'Ouest.
Dans l'autre division, ce sont les Reds de Providence qui terminent à la première place. Ils totalisent autant de points que les Capitals  et les deux dernières places pour les séries sont prises par les Eagles de New Haven et les Indians de Springfield. Les Barons de Cleveland, champions en titre, sont éliminés de la course à la Coupe Calder en finissant à la quatrième place de la division Ouest.

### Résultats des matchs
Les résultats de l'ensemble des matchs de la saison sont donnés dans le tableau ci-dessous.
| Date             | Équipe domicile | Score   | Équipe visiteuse |
| ---------------- | --------------- | ------- | ---------------- |
| 20 décembre 1939 | Cleveland       | 2–0     | Springfield      |
| 20 décembre 1939 | Hershey         | 2–3     | Philadelphie     |
| 23 décembre 1939 | Cleveland       | 1–3     | Indianapolis     |
| 23 décembre 1939 | Pittsburgh      | 3–1     | Springfield      |
| 24 décembre 1939 | Syracuse        | 3–0     | Springfield      |
| 24 décembre 1939 | Providence      | 4–1     | Philadelphie     |
| 24 décembre 1939 | New Haven       | 3–1     | Pittsburgh       |
| 25 décembre 1939 | Hershey         | 5–3     | Syracuse         |
| 25 décembre 1939 | Indianapolis    | 5–2     | Cleveland        |
| 25 décembre 1939 | Philadelphie    | 3–1     | Providence       |
| 25 décembre 1939 | Springfield     | 10–4    | New Haven        |
| 27 décembre 1939 | Philadelphie    | 3–2 (P) | Pittsburgh       |
| 27 décembre 1939 | New Haven       | 2–2 (P) | Indianapolis     |
| 28 décembre 1939 | Hershey         | 1–0     | Pittsburgh       |
| 28 décembre 1939 | Providence      | 1–4     | Indianapolis     |
| 30 décembre 1939 | Hershey         | 5–0     | Philadelphie     |
| 30 décembre 1939 | Springfield     | 3–7     | Indianapolis     |
| 31 décembre 1939 | Syracuse        | 2–3     | Indianapolis     |
| 31 décembre 1939 | Providence      | 6–1     | Pittsburgh       |
| 31 décembre 1939 | New Haven       | 5–4     | Springfield      |
| 31 décembre 1939 | Cleveland       | 0–0 (P) | Hershey          |
| 1er janvier 1940 | Philadelphie    | 3–0     | Hershey          |
| 1er janvier 1940 | Springfield     | 4–2     | Pittsburgh       |
| 3 janvier 1940   | Cleveland       | 2–1     | Philadelphie     |
| 3 janvier 1940   | Hershey         | 3–1     | Springfield      |
| 3 janvier 1940   | New Haven       | 6–3     | Syracuse         |
| 4 janvier 1940   | Providence      | 5–2     | Syracuse         |
| 4 janvier 1940   | Indianapolis    | 4–4     | Pittsburgh       |
| 6 janvier 1940   | Cleveland       | 2–3     | Indianapolis     |
| 6 janvier 1940   | Hershey         | 3–1     | Providence       |
| 6 janvier 1940   | Pittsburgh      | 3–1     | Philadelphie     |
| 6 janvier 1940   | Springfield     | 4–8     | Syracuse         |
| 7 janvier 1940   | Syracuse        | 2–2 (P) | Pittsburgh       |
| 7 janvier 1940   | Providence      | 4–1     | Hershey          |
| 7 janvier 1940   | New Haven       | 4–2     | Cleveland        |
| 7 janvier 1940   | Indianapolis    | 2–2     | Philadelphie     |
| 9 janvier 1940   | Springfield     | 3–3 (P) | Cleveland        |
| 10 janvier 1940  | Hershey         | 0–3     | Cleveland        |
| 10 janvier 1940  | Pittsburgh      | 9–1     | New Haven        |
| 10 janvier 1940  | Syracuse        | 1–2     | Philadelphie     |
| 11 janvier 1940  | Indianapolis    | 6–3     | New Haven        |
| 13 janvier 1940  | Springfield     | 5–2     | Philadelphie     |
| 13 janvier 1940  | Pittsburgh      | 4–2     | Cleveland        |
| 13 janvier 1940  | Hershey         | 6–2     | New Haven        |
| 14 janvier 1940  | Cleveland       | 4–1     | Pittsburgh       |
| 14 janvier 1940  | New Haven       | 7–2     | Philadelphie     |
| 14 janvier 1940  | Providence      | 2–0     | Springfield      |
| 14 janvier 1940  | Syracuse        | 8–3     | Indianapolis     |
| 16 janvier 1940  | Syracuse        | 1–2     | Cleveland        |
| 17 janvier 1940  | Pittsburgh      | 2–1     | Hershey          |
| 17 janvier 1940  | Philadelphie    | 0–2     | Cleveland        |
| 17 janvier 1940  | New Haven       | 2–3     | Providence       |
| 18 janvier 1940  | Indianapolis    | 0–1     | Hershey          |
| 18 janvier 1940  | Providence      | 4–4 (P) | Syracuse         |
| 20 janvier 1940  | Cleveland       | 2–2 (P) | Hershey          |
| 20 janvier 1940  | Philadelphie    | 3–4     | Syracuse         |
| 20 janvier 1940  | Pittsburgh      | 1–0     | Indianapolis     |
| 20 janvier 1940  | Springfield     | 1–1 (P) | Providence       |
| 21 janvier 1940  | Syracuse        | 4–1     | Hershey          |
| 21 janvier 1940  | Providence      | 3–1     | Cleveland        |
| 21 janvier 1940  | New Haven       | 4–3     | Springfield      |
| 21 janvier 1940  | Indianapolis    | 3–1     | Pittsburgh       |
| 23 janvier 1940  | Hershey         | 3–1     | Cleveland        |
| 23 janvier 1940  | Philadelphie    | 6–4     | Springfield      |
| 24 janvier 1940  | Cleveland       | 2–0     | Providence       |
| 24 janvier 1940  | Pittsburgh      | 2–1     | Springfield      |
| 25 janvier 1940  | Indianapolis    | 8–0     | Providence       |
| 27 janvier 1940  | Pittsburgh      | 4–4 (P) | Providence       |
| 27 janvier 1940  | Philadelphie    | 2–1     | New Haven        |
| 27 janvier 1940  | Hershey         | 2–3     | Syracuse         |
| 27 janvier 1940  | Cleveland       | 0–3     | Springfield      |
| 28 janvier 1940  | Indianapolis    | 3–4     | Springfield      |
| 28 janvier 1940  | New Haven       | 4–3     | Pittsburgh       |
| 28 janvier 1940  | Syracuse        | 1–4     | Providence       |
| 30 janvier 1940  | Springfield     | 7–1     | Pittsburgh       |
| 30 janvier 1940  | Cleveland       | 1–2     | New Haven        |
| 31 janvier 1940  | Hershey         | 0–6     | Pittsburgh       |
| 31 janvier 1940  | Philadelphie    | 1–4     | Indianapolis     |
| 31 janvier 1940  | Providence      | 4–3     | New Haven        |
| 1er février 1940 | Indianapolis    | 8–3     | Syracuse         |
| 3 février 1940   | Springfield     | 9–3     | New Haven        |
| 3 février 1940   | Philadelphie    | 1–5     | Pittsburgh       |
| 3 février 1940   | Hershey         | 2–1     | Indianapolis     |
| 3 février 1940   | Cleveland       | 6–3     | Syracuse         |
| 4 février 1940   | Indianapolis    | 2–2     | Cleveland        |
| 4 février 1940   | New Haven       | 2–3     | Hershey          |
| 4 février 1940   | Providence      | 3–2     | Pittsburgh       |
| 4 février 1940   | Syracuse        | 3–3 (P) | Philadelphie     |
| 6 février 1940   | Cleveland       | 2–1 (P) | New Haven        |
| 6 février 1940   | Springfield     | 2–1     | Hershey          |
| 7 février 1940   | Pittsburgh      | 2–5     | Cleveland        |
| 7 février 1940   | Philadelphie    | 3–3 (P) | Springfield      |
| 10 février 1940  | Cleveland       | 3–1     | Indianapolis     |
| 10 février 1940  | Hershey         | 3–2     | Springfield      |
| 10 février 1940  | Philadelphie    | 1–3     | Syracuse         |
| 10 février 1940  | Pittsburgh      | 8–2     | New Haven        |
| 11 février 1940  | Syracuse        | 2–1     | New Haven        |
| 11 février 1940  | Springfield     | 2–1     | Cleveland        |
| 11 février 1940  | Providence      | 2–1     | Philadelphie     |
| 13 février 1940  | Springfield     | 3–1     | Philadelphie     |
| 13 février 1940  | Syracuse        | 2–2 (P) | Cleveland        |
| 14 février 1940  | Cleveland       | 3–2 (P) | Providence       |
| 14 février 1940  | New Haven       | 5–2     | Syracuse         |
| 14 février 1940  | Pittsburgh      | 4–2     | Hershey          |
| 15 février 1940  | Indianapolis    | 2–4     | Providence       |
| 16 février 1940  | Pittsburgh      | 3–2     | Philadelphie     |
| 17 février 1940  | Cleveland       | 5–2     | Hershey          |
| 17 février 1940  | Philadelphie    | 2–7     | Providence       |
| 17 février 1940  | Pittsburgh      | 2–2 (P) | Indianapolis     |
| 17 février 1940  | Springfield     | 2–3     | Syracuse         |
| 18 février 1940  | Syracuse        | 7–5     | Hershey          |
| 18 février 1940  | Providence      | 3–0     | Indianapolis     |
| 18 février 1940  | New Haven       | 2–0     | Cleveland        |
| 21 février 1940  | Philadelphie    | 4–2     | Indianapolis     |
| 21 février 1940  | Pittsburgh      | 3–3 (P) | Syracuse         |
| 22 février 1940  | Hershey         | 3–3 (P) | Indianapolis     |
| 22 février 1940  | Providence      | 4–2     | Syracuse         |
| 24 février 1940  | Springfield     | 4–1     | Indianapolis     |
| 24 février 1940  | Pittsburgh      | 6–1     | Cleveland        |
| 24 février 1940  | Philadelphie    | 7–4     | New Haven        |
| 24 février 1940  | Hershey         | 4–1     | Syracuse         |
| 25 février 1940  | Cleveland       | 2–4     | Pittsburgh       |
| 25 février 1940  | New Haven       | 2–1     | Indianapolis     |
| 25 février 1940  | Providence      | 4–5     | Hershey          |
| 25 février 1940  | Syracuse        | 3–6     | Springfield      |
| 28 février 1940  | Syracuse        | 5–3     | Indianapolis     |
| 28 février 1940  | Philadelphie    | 1–2     | Cleveland        |
| 28 février 1940  | New Haven       | 3–3 (P) | Providence       |
| 28 février 1940  | Hershey         | 3–7     | Pittsburgh       |
| 29 février 1940  | Indianapolis    | 4–4     | Philadelphie     |
| 29 février 1940  | Providence      | 5–5 (P) | New Haven        |
| 2 mars 1940      | Hershey         | 3–2     | Cleveland        |
| 2 mars 1940      | Springfield     | 4–3     | New Haven        |
| 3 mars 1940      | Syracuse        | 4–2     | Pittsburgh       |
| 3 mars 1940      | Providence      | 4–1     | Springfield      |
| 3 mars 1940      | New Haven       | 6–5     | Hershey          |
| 3 mars 1940      | Cleveland       | 3–2     | Philadelphie     |
| 5 mars 1940      | Indianapolis    | 1–0     | Pittsburgh       |
| 5 mars 1940      | Springfield     | 3–7     | Hershey          |
| 5 mars 1940      | Syracuse        | 4–5     | Providence       |
| 6 mars 1940      | Indianapolis    | 2–0     | Hershey          |
| 6 mars 1940      | Philadelphie    | 2–4     | Springfield      |
| 6 mars 1940      | Pittsburgh      | 3–3 (P) | Providence       |
| 7 mars 1940      | Indianapolis    | 7–6     | New Haven        |
| 7 mars 1940      | Hershey         | 6–2     | Philadelphie     |
| 9 mars 1940      | Cleveland       | 4–1     | Springfield      |
| 9 mars 1940      | Hershey         | 2–1     | New Haven        |
| 9 mars 1940      | Philadelphie    | 5–4     | Providence       |
| 9 mars 1940      | Pittsburgh      | 4–1     | Syracuse         |
| 10 mars 1940     | Syracuse        | 2–6     | Hershey          |
| 10 mars 1940     | Providence      | 3–2     | Cleveland        |
| 10 mars 1940     | New Haven       | 0–2     | Philadelphie     |
| 10 mars 1940     | Indianapolis    | 3–0     | Springfield      |
| 12 mars 1940     | Springfield     | 3–2     | Philadelphie     |
| 13 mars 1940     | Pittsburgh      | 1–3     | Cleveland        |
| 13 mars 1940     | Philadelphie    | 1–3     | Hershey          |
| 13 mars 1940     | New Haven       | 8–2     | Providence       |
| 14 mars 1940     | Hershey         | 2–1     | Pittsburgh       |
| 14 mars 1940     | Indianapolis    | 3–2     | Syracuse         |
| 16 mars 1940     | Springfield     | 8–0     | Providence       |
| 16 mars 1940     | Pittsburgh      | 3–2     | Hershey          |
| 16 mars 1940     | Philadelphie    | 3–5     | New Haven        |
| 16 mars 1940     | Cleveland       | 1–3     | Syracuse         |
| 17 mars 1940     | Indianapolis    | 6–8 (P) | Hershey          |
| 17 mars 1940     | New Haven       | 4–3     | Cleveland        |
| 17 mars 1940     | Providence      | 2–6     | Philadelphie     |
| 17 mars 1940     | Syracuse        | 3–4     | Pittsburgh       |

### Classements des équipes
| Clt   | Équipe                   | PJ | V  | D  | N | BP  | BC  | Pts |
| ----- | ------------------------ | -- | -- | -- | - | --- | --- | --- |
| +001, | Reds de Providence       | 54 | 27 | 19 | 8 | 161 | 157 | 62  |
| +002, | Eagles de New Haven      | 54 | 27 | 24 | 3 | 177 | 183 | 57  |
| +003, | Indians de Springfield   | 54 | 24 | 24 | 6 | 166 | 149 | 54  |
| +004, | Ramblers de Philadelphie | 54 | 15 | 31 | 8 | 133 | 170 | 38  |

| Clt   | Équipe                  | PJ | V  | D  | N  | BP  | BC  | Pts |
| ----- | ----------------------- | -- | -- | -- | -- | --- | --- | --- |
| +001, | Capitals d'Indianapolis | 56 | 26 | 20 | 10 | 174 | 144 | 62  |
| +002, | Bears de Hershey        | 56 | 27 | 24 | 5  | 154 | 156 | 59  |
| +003, | Hornets de Pittsburgh   | 56 | 25 | 22 | 9  | 152 | 133 | 59  |
| +004, | Barons de Cleveland     | 56 | 24 | 24 | 8  | 127 | 130 | 56  |
| +005, | Stars de Syracuse       | 56 | 20 | 27 | 9  | 147 | 169 | 49  |

- En gras et en italique : qualifié directement pour les demi-finales
- En gras : qualifié pour le tour préliminaire

### Classements des meilleurs pointeurs
Norm Locking est le nouveau meilleur pointeur de la saison avec 63 points. Avec 31 buts, il est également le meilleur buteur de la saison.
| Joueur               | Équipe       | PJ | B  | A  | Pts | Pun |
| -------------------- | ------------ | -- | -- | -- | --- | --- |
| Norm Locking         | Syracuse     | 55 | 31 | 32 | 63  | 12  |
| Fred Thurier         | Springfield  | 54 | 28 | 32 | 60  | 27  |
| Tony Hemmerling (en) | New Haven    | 51 | 26 | 31 | 57  | 4   |
| Max Bennett          | Syracuse     | 56 | 25 | 31 | 56  | 10  |
| Ronnie Hudson (en)   | Indianapolis | 54 | 27 | 27 | 54  | 19  |
| George Patterson     | New Haven    | 54 | 25 | 27 | 52  | 42  |
| Eddie Convey (en)    | Syracuse     | 53 | 17 | 33 | 50  | 24  |
| Jack Toupin (en)     | Syracuse     | 49 | 16 | 34 | 50  | 12  |
| Marcel Tremblay (en) | New Haven    | 51 | 23 | 24 | 47  | 13  |
| Norman Schultz (en)  | Springfield  | 54 | 21 | 25 | 46  | 6   |

## Séries éliminatoires de la Coupe Calder

### Déroulement
Six équipes jouent les séries éliminatoires : les trois meilleures équipes de chaque division. Les champions de division se rencontrent en demi-finale, une seule des deux meilleures équipes de la saison a ainsi l'opportunité d'atteindre la finale. L'autre demi-finale est précédée d'un tour préliminaire voyant l'opposition des équipes deuxièmes d'un côté et troisièmes de l'autre,.
|  | Tour préliminaire | Tour préliminaire | Tour préliminaire | Tour préliminaire |         |         | Demi-finales | Demi-finales | Demi-finales | Demi-finales |  |  | Finale | Finale | Finale | Finale |
|  |                   |                   |                   |                   |         |         |              |              |              |              |  |  |        |        |        |        |
|  |                   |                   |                   |                   |         |         |              |              |              |              |  |  |        |        |        |        |
|  |                   |                   |                   |                   |         |         |              |              |              |              |  |  |        |        |        |        |
|  |                   |                   |                   |                   |         |         |              |              |              |              |  |  |        |        |        |        |
|  |                   |                   |                   |                   |         |         |              |              |              |              |  |  |        |        |        |        |
|  |                   |                   |                   |                   |         |         |              |              |              |              |  |  |        |        |        |        |
|  | Providence        | Providence        | 3                 | 3                 |         |         |              |              |              |              |  |  |        |        |        |        |
|  | Providence        | Providence        | 3                 | 3                 |         |         |              |              |              |              |  |  |        |        |        |        |
|  |                   |                   | Indianapolis      | Indianapolis      | 2       | 2       |              |              |              |              |  |  |        |        |        |        |
|  |                   |                   |                   |                   | 2       | 2       |              |              |              |              |  |  |        |        |        |        |
|  |                   |                   |                   |                   |         |         |              |              |              |              |  |  |        |        |        |        |
|  |                   |                   |                   |                   |         |         |              |              |              |              |  |  |        |        |        |        |
|  | Providence        | Providence        | 3                 | 3                 |         |         |              |              |              |              |  |  |        |        |        |        |
|  | Providence        | Providence        | 3                 | 3                 |         |         |              |              |              |              |  |  |        |        |        |        |
|  |                   |                   | Pittsburgh        | Pittsburgh        | 0       | 0       |              |              |              |              |  |  |        |        |        |        |
|  | New Haven         | New Haven         | Pittsburgh        | Pittsburgh        | 0       | 0       | 1            | 1            |              |              |  |  |        |        |        |        |
|  | New Haven         | New Haven         |                   |                   |         |         |              |              |              |              |  |  |        |        |        |        |
|  | Hershey           | Hershey           | 2                 | 2                 |         |         |              |              |              |              |  |  |        |        |        |        |
|  | Hershey           | Hershey           | 2                 | 2                 | Hershey | Hershey | 1            | 1            |              |              |  |  |        |        |        |        |
|  |                   |                   |                   |                   | Hershey | Hershey | 1            | 1            |              |              |  |  |        |        |        |        |
|  |                   |                   | Pittsburgh        | Pittsburgh        | 2       | 2       |              |              |              |              |  |  |        |        |        |        |
|  | Springfield       | Springfield       | Pittsburgh        | Pittsburgh        | 2       | 2       | 1            | 1            |              |              |  |  |        |        |        |        |
|  | Springfield       | Springfield       |                   |                   |         |         |              | 1            |              |              |  |  |        |        |        |        |
|  | Pittsburgh        | Pittsburgh        | 2                 | 2                 |         |         |              |              |              |              |  |  |        |        |        |        |
|  | Pittsburgh        | Pittsburgh        | 2                 | 2                 |         |         |              |              |              |              |  |  |        |        |        |        |
|  |                   |                   |                   |                   |         |         |              |              |              |              |  |  |        |        |        |        |

### Tour préliminaire

#### New Haven contre Hershey
| 19 mars 1940 | Hershey | 4-2 (0-0, 4-0, 0-2) | New Haven |  |

| Feuille de match | Feuille de match | Feuille de match        | Feuille de match                                                                                            | Feuille de match                          |
| ---------------- | --- | ----------------------- | --- | ----------------------------------------- |
|                  | P. McReavy (G. Bruce, W. Kilrea) — 32 min 1 s G. Pettinger — 34 min 11 s T. Reardon — 37 min 55 s G. Shannon (J. McGoldrick) — 38 min 40 s - | 1-0 2-0 3-0 4-0 4-1 4-2 | - B. Summerhill (T. Hemmerling, A. Shields) — 51 min 3 s E. Robinson (G. Patterson, E. Roche) — 54 min 14 s | Arbitrage : Eddie Burke et Norman Lamport |
| Nick Damore      | Gardiens | Wilf Cude               | | Arbitrage : Eddie Burke et Norman Lamport |
|                  | |                         | | Arbitrage : Eddie Burke et Norman Lamport |
|                  | |                         | | Arbitrage : Eddie Burke et Norman Lamport |

| 21 mars 1940 | New Haven | 3-1 | Hershey |  |

| 24 mars 1940 | New Haven | 4-5 | Hershey |  |

#### Springfield contre Pittsburgh
| 19 mars 1940 | Springfield | 5-1 | Pittsburgh | Eastern States Coliseum |

| Feuille de match | Feuille de match | Feuille de match        | Feuille de match                        | Feuille de match |
| ---------------- | --- | ----------------------- | --------------------------------------- | ---------------- |
|                  | T. Filmore (M. Kaminsky, F. Beisler) — 10 min 10 s - T. Filmore (N. Schultz, M. Kaminsky) — 18 min 17 s T. Filmore (I. Frew) — 23 min 17 s N. Schultz (F. Thurier, F. Beisler) — 54 min 31 s L. Jackson — 58 min 37 s | 1-0 1-1 2-1 3-1 4-1 5-1 | - M. Barry (L. Aurie) — 13 min 31 s - - |                  |
| Benny Grant      | Gardiens | Harvey Teno             |                                         |                  |
|                  | |                         |                                         |                  |
|                  | |                         |                                         |                  |

| 21 mars 1940 | Pittsburgh | 5-1 (1-1, 0-0, 4-0) | Springfield | Duquesne Gardens |

| Feuille de match | Feuille de match | Feuille de match        | Feuille de match               | Feuille de match           |
| ---------------- | --- | ----------------------- | ------------------------------ | -------------------------- |
|                  | B. Taylor — 5 min 11 s - P. Kelly — 47 min 27 s L. Aurie (S. McManus, M. Barry) — 54 min 4 s L. Aurie (B. Taylor) — 59 min 2 s B. Taylor — 59 min 49 s | 1-0 1-1 2-1 3-1 4-1 5-1 | - F. Thurier — 11 min 43 s - - | Arbitrage : Rabbit McVeigh |
| Harvey Teno      | Gardiens | Benny Grant             |                                | Arbitrage : Rabbit McVeigh |
|                  | |                         |                                | Arbitrage : Rabbit McVeigh |
|                  | |                         |                                | Arbitrage : Rabbit McVeigh |

| 23 mars 1940 | Pittsburgh | 4-1 (0-0, 1-0, 3-1) | Springfield | Duquesne Gardens 4 500 spectateurs |

| Feuille de match | Feuille de match | Feuille de match    | Feuille de match                                   | Feuille de match                        |
| ---------------- | --- | ------------------- | -------------------------------------------------- | --------------------------------------- |
|                  | J. Sherf (B. Taylor) — 20 min 52 s D. Metz (B. Taylor) — 52 min 46 s B. Taylor (G. Tapin) — 53 min 23 s C. Drouillard (J. Sherf) — 58 min 19 s - | 1-0 2-0 3-0 4-0 4-1 | - F. Thurier (C. Corrigan, E. Shore) — 59 min 57 s | Arbitrage : Eddie Burke et Norm Lamport |
| Harvey Teno      | Gardiens | Benny Grant         |                                                    | Arbitrage : Eddie Burke et Norm Lamport |
|                  | |                     |                                                    | Arbitrage : Eddie Burke et Norm Lamport |
|                  | |                     |                                                    | Arbitrage : Eddie Burke et Norm Lamport |

### Demi-finales

#### Providence contre Indianapolis
| 19 mars 1940 | Providence | 2-1 (3 pr) (1-1, 0-0, 0-0, 0-0, 0-0, 1-0) | Indianapolis |  |

| Feuille de match | Feuille de match                                              | Feuille de match | Feuille de match                                    | Feuille de match |
| ---------------- | ------------------------------------------------------------- | ---------------- | --------------------------------------------------- | ---------------- |
|                  | W. Starr (R. Doran) — 17 min 16 s - H. Jackson — 112 min 23 s | 1-0 1-1 2-1      | - J. Ross (J. Desilets, B. Thomson) — 39 min 43 s - |                  |
| Mike Karakas     | Gardiens                                                      | Alfred Moore     |                                                     |                  |
|                  |                                                               |                  |                                                     |                  |
|                  |                                                               |                  |                                                     |                  |

| 21 mars 1940 | Providence | 4-0 | Indianapolis |  |

| 24 mars 1940 | Indianapolis | 3-2 | Providence |  |

| 26 mars 1940 | Indianapolis | 8-2 | Providence |  |

| Feuille de match | Feuille de match | Feuille de match | Feuille de match | Feuille de match |
| ---------------- | ---------------- | ---------------- | ---------------- | ---------------- |
|                  |                  |                  |                  |                  |
|                  |                  |                  |                  |                  |
|                  |                  |                  |                  |                  |
|                  |                  |                  |                  |                  |

| 28 mars 1940 | Providence | 2-0 | Indianapolis |  |

#### Hershey contre Pittsburgh
| 26 mars 1940 | Pittsburgh | 0-3 (0-0, 0-1, 0-2) | Hershey |  |

| Feuille de match, | Feuille de match, | Feuille de match, | Feuille de match, | Feuille de match, |
| ----------------- | ----------------- | ----------------- | --- | ----------------- |
|                   | -                 | 0-1 0-2 0-3       | G. Bruce (P. McReavy) — 29 min 14 s W. Kilrea (H. Frost) — 30 min 26 s W. Kilrea (J. Kalbfleisch) — 59 min 34 s (CV) |                   |
| Harvey Teno       | Gardiens          | Nick Damore       | |                   |
|                   |                   |                   | |                   |
|                   |                   |                   | |                   |

| 28 mars 1940 | Hershey | 2-4 | Pittsburgh |  |

| 30 mars 1940 | Hershey | 0-2 | Pittsburgh |  |

### Finale
| 2 avril 1940 | Providence | 4-3 (2-1, 0-2, 2-0) | Pittsburgh |  |

| Feuille de match | Feuille de match | Feuille de match            | Feuille de match                                                                                      | Feuille de match |
| ---------------- | --- | --------------------------- | --- | ---------------- |
|                  | N. Mann (W. Starr) — 4 min 35 s N. Mann (Wilson, Shill) — 5 min 15 s - R. Doran (Shill, Mann) — 41 min 31 s E. Ambois — 57 min 55 s | 1-0 2-0 2-1 2-2 2-3 3-3 4-3 | - O. Aubuchon — 15 min 16 s B. Taylor — 25 min 6 s P. Kelly (J. Sherf, C. Drouillard) — 32 min 41 s - |                  |
| Mike Karakas     | Gardiens | Harvey Teno                 | |                  |
|                  | |                             | |                  |
| 38               | Tirs | 12                          | |                  |

| 4 avril 1940 | Providence | 4-3 (2 pr) (0-1, 1-1, 2-1, 0-0, 1-0) | Pittsburgh |  |

| Feuille de match | Feuille de match | Feuille de match            | Feuille de match | Feuille de match                    |
| ---------------- | --- | --------------------------- | --- | ----------------------------------- |
|                  | - W. Starr (A. Giroux, Red SherwoodR. Sherwood) — 37 min 18 s - R. Doran (E. Ambois, B. Carse) — 55 min H. Wilson (W. Starr, B. MacKenzie) — 59 min 30 s R. Doran (J. Shill, N. Mann) — 92 min 46 s | 0-1 0-2 1-2 1-3 2-3 3-3 4-3 | C. Drouillard (P. Kelly, J. Sherf) — 11 min 23 s C. Drouillard (P. Kelly, D. Metz) — 33 min 11 s - M. Barry (S. McManus) — 47 min 15 s - - | Arbitrage : Ag Smith et Bill Shaver |
| Mike Karakas     | Gardiens | Harvey Teno                 | | Arbitrage : Ag Smith et Bill Shaver |
|                  | |                             | | Arbitrage : Ag Smith et Bill Shaver |
|                  | |                             | | Arbitrage : Ag Smith et Bill Shaver |

| 6 avril 1940 | Pittsburgh | 3-4 (1-0, 2-2, 0-2) | Providence | Duquesne Gardens 5 000 spectateurs |

| Feuille de match | Feuille de match | Feuille de match            | Feuille de match | Feuille de match                         |
| ---------------- | --- | --------------------------- | --- | ---------------------------------------- |
|                  | D. Metz (B. Taylor, P. Bessone) — 9 min 18 s - S. McManus (L. Aurie) — 33 min 39 s B. Taylor (D. Metz, S. McManus) — 36 min 7 s - | 1-0 1-1 1-2 2-2 3-2 3-3 3-4 | - H. Wilson (J. Shill) — 20 min 30 s J. Shill (H. Wilson, N. Mann) — 33 min 1 s - A. Giroux (W. Starr, H. Jackson) — 52 min 21 s B. MacKenzie (W. Starr) — 59 min 53 s | Arbitrage : Norme Lamport et Eddie Burke |
| Harvey Teno      | Gardiens | Mike Karakas                | | Arbitrage : Norme Lamport et Eddie Burke |
|                  | |                             | | Arbitrage : Norme Lamport et Eddie Burke |
|                  | |                             | | Arbitrage : Norme Lamport et Eddie Burke |

Les Reds de Providence battent les Hornets de Pittsburgh 3 matchs à 0 et remportent la Coupe Calder.

### Effectif champion
L'effectif sacré champion de la Coupe Calder est le suivant, :
- Gardien de but : Mike Karakas ;
- Défenseurs : John Doran, Harold Jackson, Art Lesieur, Bill MacKenzie ;
- Attaquants : Eddie Ambois, Bob Carse, John Chad, Joffre Desilets,  Art Giroux, Norman Mann, Crossley Sherwood, John Shill, Wilfred Starr, Clarence Steele, Hub Wilson ;
- Entraîneur : Bun Cook.

## Récompenses

### Trophées
| trophée F.-G.-« Teddy »-Oke : Champions de la division Ouest | Capitals d'Indianapolis |
| Coupe Calder : Vainqueurs de la finale                       | Reds de Providence      |

### Équipes d'étoiles
| Position       | Joueur           | Équipe       |
| -------------- | ---------------- | ------------ |
| Gardien de but | Moe Roberts      | Cleveland    |
| Défenseur      | Fred Robertson   | Cleveland    |
| Défenseur      | Jeff Kalbfleisch | Hershey      |
| Ailier         | Norm Locking     | Syracuse     |
| Centre         | Don Deacon       | Cleveland    |
| Ailier         | Ron Hudson       | Indianapolis |
| Entraîneur     | Bun Cook         | Providence   |

| Position       | Joueur          | Équipe       |
| -------------- | --------------- | ------------ |
| Gardien de but | Bert Gardiner   | Philadelphie |
| Défenseur      | Bill MacKenzie  | Providence   |
| Défenseur      | Larry Molyneaux | Cleveland    |
| Ailier         | Tony Hemmerling | New Haven    |
| Centre         | Max Kaminsky    | Springfield  |
| Ailier         | Art Giroux      | Providence   |
| Entraîneur     | -               | -            |